# نیکو اورس-سویندل
نیکو اِوِرس-سویندل (انگلیسی: Nico Evers-Swindell) بازیگر اهل نیوزیلند است. وی پسرعموی قهرمانان قایق‌رانی المپیک کارولین اورس-اسویندل و جورجینا اورس-اسویندل است. وی از دانشگاه ویکتوریا ولینگتون مدرک کارشناسی حقوق دارد.
از فیلم‌ها یا مجموعه‌های تلویزیونی که وی در آن‌ها نقش داشته‌است، می‌توان به لبه تاریکی، پارکلند، ان‌سی‌آی‌اس: لس آنجلس، اداره، سی‌اس‌آی، گریم، داستان ترسناک آمریکایی: هتل، جادوگران و ترور جانی ورساچه: داستان جنایی آمریکایی اشاره نمود.